# Heinz Dietrich Kenter

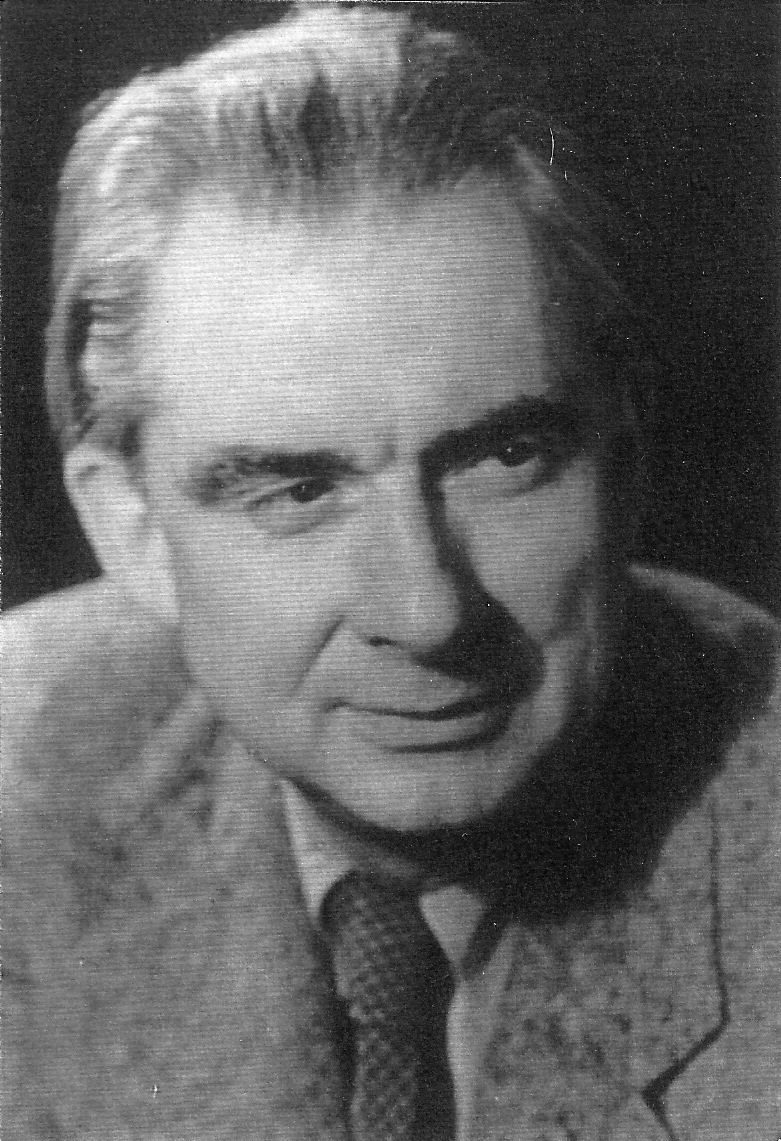
Heinz Dietrich Kenter 1951

Heinz Dietrich Kenter (* 26. November 1896 in Bremen; † 15. November 1984 in Stuttgart) war ein deutscher Theaterschauspieler und Regisseur. Er ist Vater der Schauspielerin, Sprecherin und Autorin Bettina Kenter und Großvater der Landschaftsökologin Saskia Kenter.

## Karriere
Kenter war nur kurz als Schauspieler tätig; er sah sich immer in der Regie. Seine erste Inszenierung war „Der Wettlauf mit dem Schatten“ von Wilhelm von Scholz am Landestheater Darmstadt (1921–1924). Es folgten Engagements am Stadttheater Aachen (1923–1924) und am Landestheater Stuttgart (1924–25). Von 1925 bis 1929 war er Regisseur am Nationaltheater Mannheim bei Francesco Sioli. Legendär war – 1929 anlässlich des 150-jährigen Bestehens des Theaters – seine Inszenierung der „Räuber“ mit Marga Dietrich in der Rolle der Amalie und Willy Birgel als Franz Moor (bei der Uraufführung 1782 im selben Haus gespielt von August Wilhelm Iffland).
Einen weiteren durchschlagenden Regieerfolg hatte Kenter 1929 am Volkstheater in Berlin (Intendant Eugen Klöpfer) mit der Uraufführung des Stückes „Die Affäre Dreyfus“, welches die tatsächliche Begebenheit der Dreyfus-Affäre zum Thema hatte. Bald darauf wurde er von Max Reinhardt auch ans Deutsche Theater geholt und, als Unterrichtender, an die Schauspielschule des Deutschen Theaters. Auch am Hebbeltheater, Lessingtheater, am Theater am Schiffbauerdamm und am Schillertheater inszenierte er den 1930er Jahren.
1935 führte er Regie bei „Frischer Wind aus Kanada“ (UFA) – seinem einzigen Film.
Er ging Anfang der 1940er Jahre nach München, wo er bei den Münchner Kammerspielen unter Otto Falckenberg Regie führte.
Nach dem Zweiten Weltkrieg war er Oberspielleiter am Stadttheater Göttingen (1947–1949), am Staatstheater Wiesbaden (1949–1950) und an den Städtischen Bühnen Essen (1953–1959). An der Essener Folkwangschule (jetzt: Folkwang Universität der Künste) setzte er seine schauspielpädagogische Arbeit fort. Einige seiner Schüler oder von ihm entdeckten Talente sind Jochen Busse, Klaus Maria Brandauer, Klaus-Michael Grüber, Hans-Joachim Kulenkampff, Christine Ostermayer, Maximilian Schell. Außerdem führte Kenter auch noch an Bühnen in Hamburg, Bern, Wuppertal und Mannheim auf.
Ab 1959 leitete Kenter die Abteilung Schauspiel/Bühne der „Staatlichen Hochschule für Musik“ in Stuttgart (unter seiner Leitung dann umbenannt in „Staatliche Hochschule für Musik und Darstellende Kunst“). Kenter unterrichtete auch angehende Opernsänger; die Schauspielklasse stellte sich bald regelmäßig unter seiner Leitung an den Kammerspielen des Württembergischen Staatstheaters mit öffentlichen Szenenabenden vor. Neben seiner Lehrtätigkeit führte Kenter mehrmals im Jahr Regie, nicht jedoch in Stuttgart. In den 1960er Jahren wurde ihm der Professorentitel verliehen, 1975 wurde sein Vertrag überraschend beendet; es kam zu jahrelangen Rechtsstreitigkeiten mit dem Land Baden-Württemberg, schließlich wurde Kenter – mangels Pensionsansprüchen – ein Ehrensold zuerkannt.
Bis in die späten 1970er Jahre inszenierte er an namhaften Theatern in Deutschland, Österreich und in der Schweiz, unter anderem in Baden-Baden, Düsseldorf, Hamburg (Thalia Theater), Koblenz, Tübingen, Wuppertal, bei Freilichtspielen in Bad Gandersheim, Bad Hersfeld, Burg Forchtenstein, Jagsthausen, Heidelberg, an den Theatern in Basel, Bern, Luzern und Graz sowie am Theater in der Josefstadt Wien.
Zahlreiche Uraufführungen, europäische und deutsche Erstaufführungen sind mit dem Namen Kenter verbunden. Jean Anouilh, Ernst Barlach, Bertolt Brecht, Sean O’Casey, Paul Claudel, Friedrich Dürrenmatt, Günter Eich, T.S. Eliot, Max Frisch, Wolfgang Hasenclever, Arthur Miller, William Saroyan, Jean-Paul Sartre, H.J. Rehfisch, Carl Sternheim, Tennessee Williams, William B. Yeats, Carl Zuckmayer waren einige der von ihm inszenierten modernen Autoren. Wegen eines Augenleidens fiel ihm die Arbeit zuletzt schwer; doch nicht nur die lebenslange Leidenschaft für das Theater ließen ihn bis ins hohe Alter Regie führen, sondern auch finanzielle Notwendigkeit.

## Privatleben
Kenter wuchs mit einem jüngeren Bruder in Bremen und Köln auf; sein Vater, Oberpostdirektor, starb früh. Schon als Jugendlicher wollte Kenter zum Theater.
Als 16-Jähriger wohnte er einer Vorstellung des „Don Carlos“ bei (mit Ernst Possart als Gast) und sah dabei seinen späteren Freund Willy Birgel als jungen Schauspieler auf der Bühne. Birgel, Marga Dietrich, HDK und Ernst Langheinz waren gemeinsam in Mannheim engagiert und blieben ein Leben lang freundschaftlich verbunden.
In den 30er Jahren lebte Kenter mit Marga Dietrich zusammen. Deren späterer Mann, Alfred Schmid-Sas. wurde 1943 als Widerstandskämpfer in Plötzensee hingerichtet, die Büste von Schmid-Sas, ging nach Dietrichs Tod in den Besitz der Familie Kenter über und befindet sich seit 2006 in der „Gedenkstätte Deutscher Widerstand“ in Berlin.
Die ersten zwei Ehen, eine davon mit der Schauspielerin Milena von Eckardt, waren von kurzer Dauer und blieben kinderlos.
Von 1950 bis zu seinem Lebensende war Kenter mit Gertrud Katharina Jarand (1918–2006) verheiratet, einer ehemaligen Schülerin der Schauspielschule des Deutschen Theaters. Jarand war, wie Kenter, hugenottischer Abstammung. Sie brachte eine Tochter mit in die Ehe und gab ihre eigene Karriere zugunsten der Familie auf.
1951 kam Tochter Bettina zur Welt; ihr Zwillingsbruder starb vor der Geburt.
Heinz Dietrich Kenter starb am 15. November 1984, kurz vor seinem 88. Geburtstag. Der größte Teil seines umfangreichen Nachlasses befindet sich seit April 2024 im Deutschen Theatermuseum München (vorher Reiss-Engelhorn-Museum Mannheim); ein kleiner Teil (vor allem Korrespondenz) im Theatermuseum in Köln.

## Auszeichnungen
- Grillparzer-Ring
- 1972: Verdienstkreuz 1. Klasse der Bundesrepublik Deutschland
- Im  Jahr 1973 bekam Kenter die Otto-Brahm-Medaille, die höchste Auszeichnung der Genossenschaft deutscher Bühnenangehöriger, verliehen.[5]